# دستگاه اشکی

دستگاه اشکی Lacrimal apparatus یک سیستم فیزیولوژیک شامل ساختارچشمی برای تولید و تخلیه اشک می‌باشد.
که شامل:
- غدد اشکی، که اشک را ترشح می‌کنند و مجاری خروجی آن اشک را به سطح چشم انسان هدایت می‌کنند.
- کانالیکول‌های اشکی، کیسهٔ اشکی مجرای نازولاکریمال اشک را به بینی هدایت می‌کنند و به کونکاهای تحتانی می‌برد.
- عصب دهی Lacrimal apparatus شامل هم اعصاب سمپاتیک شبکهٔ کاروتید و پاراسمپاتیک می‌باشد.